# قلعة مارينبورغ (هانوفر)

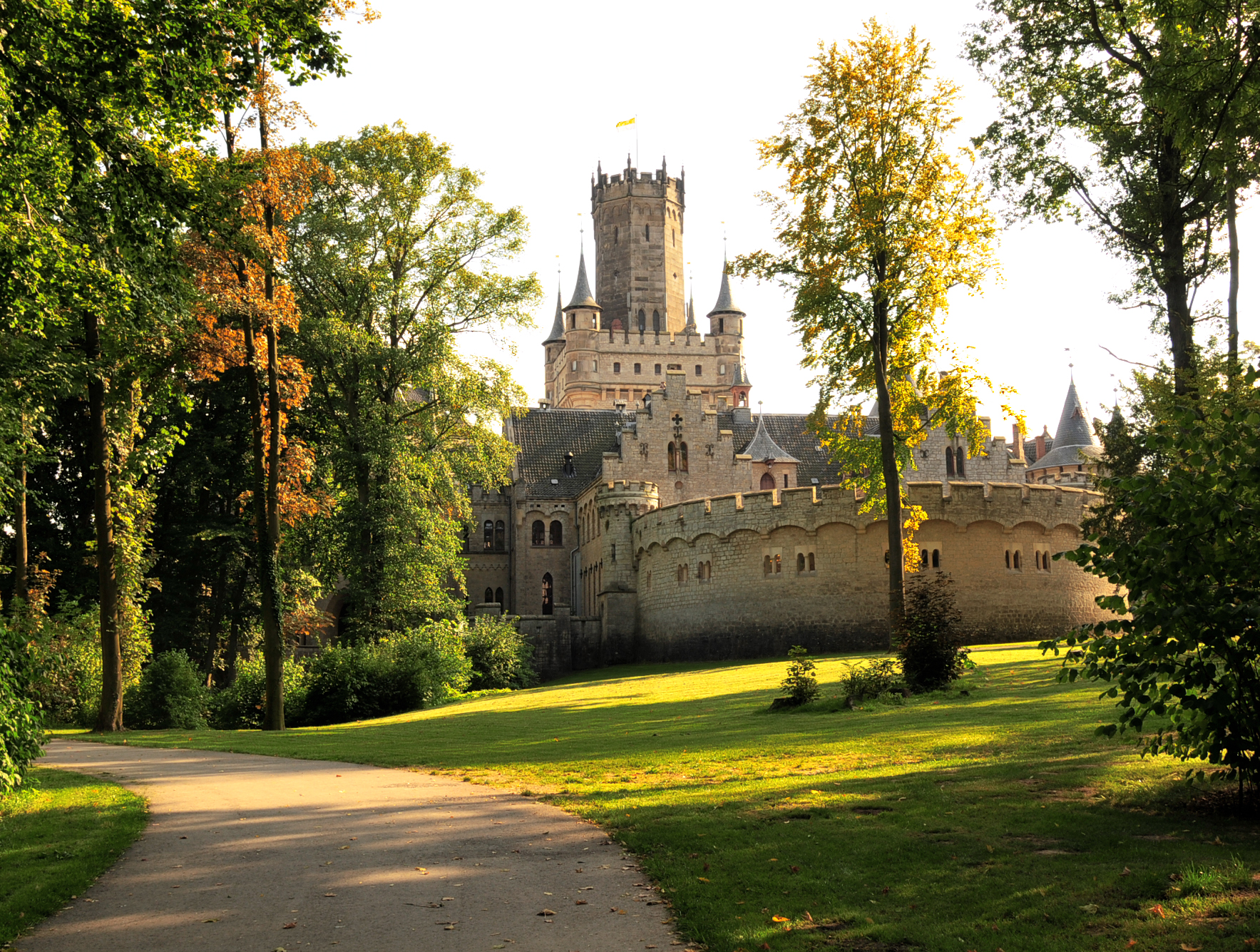
منظر من شمال قلعة مارينبورغ (2008)

قلعة مارينبورغ مجمع قلعة تاريخي من الطراز القوطي في ولاية سكسونيا السفلى بألمانيا، تقع على بعد 15 كيلومترًا (9.3 ميل) شمال غرب هيلدسهايم ، وحوالي 30 كيلومترًا (19 ميلًا) جنوب هانوفر ، في بلدية باتنسن ، هانوفر. بناه الملك جورج الخامس ملك هانوفر في الفترة من 1858 إلى 1869، كمسكن صيفي ونزل للصيد ومقعد للأرملة فيما بعد في مارينبورغ بالقرب من هانوفر. كانت هدية لزوجته الملكة ماري في عيد ميلادها التاسع والثلاثين في 14 أبريل 1857. عاشت الملكة ماري وابنتها الأميرة ماري في القلعة من عام 1866 إلى عام 1869. بعد مغادرتهم إلى المنفى ، تم استخدام القلعة لمدة 80 عامًا تقريبًا يسكنها فقط القائم بأعمالها ومن عام 1945 مؤقتًا اللاجئون وعائلة إرنست أوغسطس دوق برونزويك
قلعة مارينبورغ كان أيضًا مقرًا صيفيًا لبيت فيلف الذي يرفرف علمه (بألوان الأصفر والأبيض) على البرج الرئيسي.

## تاريخاً
تم بناء القلعة بين عامي 1858 و 1867 كهدية لعيد ميلاد من قبل الملك جورج الخامس ملك هانوفر (حكم 1851-1866) لزوجته ماري من ساكس ألتنبرغ. بين عامي 1714 و 1837 ، لم يكن هناك تقريبًا أي بلاط ملكي في هانوفر حيث حكمت أسرة هانوفر مملكتي هانوفر وبريطانيا من خلال اتحاد شخصي ، وبالتالي تم بناء القلعة أيضًا لتكون بمثابة مقعد صيفي مناسب لمنزل هانوفر في ألمانيا ، إلى جانب القصر الملكي لين وقصر هيرينهاوزن في هانوفر.
كان المهندس المعماري لها كونراد فيلهلم هاسي ، أحد أكثر المهندسين المعماريين تأثيراً في هانوفر. بسبب ضم هانوفر من قبل بروسيا في عام 1866 ، تُركت القلعة غير مأهولة بالسكان لمدة 80 عامًا بعد أن ذهبت العائلة المالكة إلى المنفى في غموندن ، النمسا ، حيث عاشوا في كوينز فيلا ، وفي وقت لاحق ، قلعة كمبرلاند. لذلك تم الحفاظ على مارينبورغ جيدًا ، حيث تم إجراء القليل من التجديدات حتى بعد 80 عامًا عندما كان من الآمن العودة. انتقل إرنست أوغسطس دوق برونزويك وزوجته الأميرة فيكتوريا لويز من بروسيا إلى مارينبورغ في عام 1945 ، عندما أُجبروا على مغادرة قلعة بلانكنبورغ. في عام 1954 ، افتتح ابنهما ، الأمير إرنست أوغسطس الرابع ، متحف القلعة بعد أن انتقل إلى قلعة كالينبيرغ المجاورة.

## روابط خارجية
- الموقع الرسمي
- الموقع الرسمي